# William Labov
William Labov (4. prosince 1927, Rutherford, New Jersey, USA – 17. prosince 2024) byl americký jazykovědec, který je řazen k zakladatelům vědní disciplíny s názvem sociolingvistika. Píše a mluví se o něm jako o „velmi originální a vlivné osobnosti, která významně přispěla k metodice sociolingvistiky“. Působil na Katedře jazykovědy Univerzity v Pensylvánii a věnoval se průzkumu v oblasti sociolingvistiky, změny jazyka a dialektologie.

## Životopis
Labov se narodil v Ruthefordu ve státě New Jersey a studoval na Harvardu. Předtím, než se začal zabývat jazykovědou, pracoval mezi lety 1949 a 1961 jako průmyslový chemik. Pro účely své magisterské diplomové práce provedl v roce 1963 studii změny dialektu na Martha's Vineyard. Doktorské studium absolvoval na Columbia University pod dohledem Uriela Weinreicha. Předtím než se stal profesorem lingvistiky na University of Pennsylvania (1971), vyučoval v letech 1964 až 1970 na Columbia University. Poté se stal vedoucím Jazykovědné laboratoře (1977).

Od roku 1993 je podruhé ženatý s Gillian Sankoffovou, která je rovněž lingvistkou. Jeho prvou manželkou byla socioložka Teresa Gnasso Labovová.

## Publikace
Metody, jimiž shromažďoval údaje pro své studie variant angličtiny na území města New York, měly velký vliv v oblasti společenské dialektologie. Tyto studie byly zveřejněny pod názvem The Social Stratification of English in New York City (1966). Dalším přínosem pro obor byly jeho studie místní afroamerické angličtiny (African American Vernacular English). Prosazuje svůj názor, že afroamerická angličtina by neměla být vnímána jako podřadná varianta angličtiny, ale naopak respektovaná varianta s vlastními gramatickými pravidly. Prováděl také průzkum referenční neurčitosti (referential indeterminacy) a vlivné studie způsobů, jakými běžní lidé strukturují vyprávění o svých životech. Část své výuky spojil se službou veřejnosti a realizoval projekt, v jehož rámci studenti pomáhali se vzděláváním dětí v západní části Filadelfie a zároveň sbírali poznatky z oblasti sociolingvistiky afroamerické angličtiny.
Novější Labovy průzkumy se týkají změn v soudobé fonologii hovorové angličtiny na území Spojených států a původu změn v samohláskách. O této problematice spolu s dalšími autory píše v knize Atlas severoamerické angličtiny (Atlas of North American English, 2006), na níž spolupracovali i Sharon Ashová a Charles Boberg. Mezi další Labovy knihy patří The Study of Nonstandard English (1969), Language in the Inner City, Studies in Black English Vernacular (1972), Sociolinguistic Patterns (1972), Principles of Linguistic Change.